# Franz Liszt
Denna artikel handlar om kompositören. För straffrättsteoretikern, kompositörens kusin, se Franz von Liszt.
Franz Liszt, född 22 oktober 1811 i Raiding i dåvarande Kungariket Ungern i kejsardömet Österrike (i förbundslandet Burgenland tillhörande Österrike sedan 1921), död 31 juli 1886 i Bayreuth, Bayern, var en ungersk-österrikisk kompositör i den nytyska skolan och berömd som ovanligt skicklig pianovirtuos. Franz Liszt döptes som Franciscus, då Ungerns officiella språk fram till 1844 var latin. Han var far till Cosima Wagner och morfar till Siegfried Wagner, och kusin till juristen Franz von Liszt. 
Franz Liszts etnicitet är omtvistad (se detta stycke) men anses i regel vara ungersk ungefär till hälften, eftersom hans mor Maria (1788–1866) hade tysk-österrikisk härstamning, med mormodern född i Bayern. Faderns familj härstammade från österrikare som nyligen börjat kalla sig ungerska, likt övrig överklass av varierande etnicitet i det ungerska riket. Det finns även uppgifter om slovakiskt påbrå hos hans farmorsfar. Ibland ser man också den delvis ungerska namnformen Liszt Ferencz som han själv kunde använda (eller Liszt Ferenc i modern ungerska). I Ungern betraktas Liszt som en "nationalklenod", och har hedrats på många vis, bland annat med namnet på flygplatsen i Budapest. Han brukade kallade sig själv "ungrare" ("je suis hongrais"), men han lärde sig aldrig tala ungerska, trots försök i 70-årsåldern. Hans modersmål var tyska, men han övergick efter bosättning i Paris till franska som förstaspråk, exempelvis i brev till sin tyskspråkiga mor, likt en stor del av den tidens europeiska adel, vilket hade prestige. Han talade även italienska flytande, gott latin och i någon mån engelska.

## Biografi
(Biografiuppgifterna bygger huvudsakligen på Alan Walkers referensverk "Franz Liszt" i 3 band)

Franz Liszt år 1824

### Barndomen i Österrike/Ungern
Franz Liszt föddes i en musikalisk familj och hans far, Adam Liszt (1776-1827), spelade flera instrument och hade varit cellist vid hovet hos ungerske furst Nikolaus II Esterházy de Galantha i Eisenstadt, och var personligt bekant med flera stora kompositörer såsom Haydn och Beethoven. Fadern lärde Liszt spela piano före sju års ålder då pojken intresserat betraktat faderns spelande, och snart började han komponera musik på egen hand. Vid nio års ålder deltog han i konserter, exempelvis uppträdde han med Ferdinand Ries pianokonsert i Ess-dur och senare med en egen improvisation hos baron von Braun i Ödenburg. Därigenom kom sponsorer att intressera sig för att understödja hans musikaliska vidareutbildning. Fadern uppgav att Franz under två års tid gått igenom alla pianoverk av Beethoven, Mozart, Bach, Hummel m.fl.
Franz Liszts första anlitade pianolärare var Carl Czerny (Hummel, som hade varit Mozarts elev, hade begärt för högt honorar). Liszt skickades dock tidigt till Wien och lärde sig aldrig ungerska. I Wien fick han lektioner i piano av Carl Czerny och i komposition av Antonio Salieri. Czerny ansåg Liszt vara begåvad men med felaktig fingersättning vilket resulterade i "kaotiskt spelande".

### Tonårslivet i Paris
Franz Liszt debuterade som konsertpianist 1822 och blev snabbt populär och rörde sig i de aristokratiska kretsarna där han umgicks med den musikaliska eliten, och lär ha fått en "lyckokyss" av Beethoven. Ett år senare publicerades hans första komposition i tryck. Han började turnera i många olika länder och 1823 flyttade familjen till Paris. Fadern tog över rollen som lärare eftersom Conservatoire de Paris slutat upplåta plats åt icke-franska elever, och Franz fick dagligen träna på att transponera fugor av Bach med mera. Fadern var ständig följeslagare på resorna med sitt "underbarn", som ibland jämställdes med Mozart, men modern stannade hemma eftersom resorna blev mycket betungande, vilket påverkade pojken känslomässigt med saknad. 1824 fick Franz uppträda för kung George IV i Windsor.

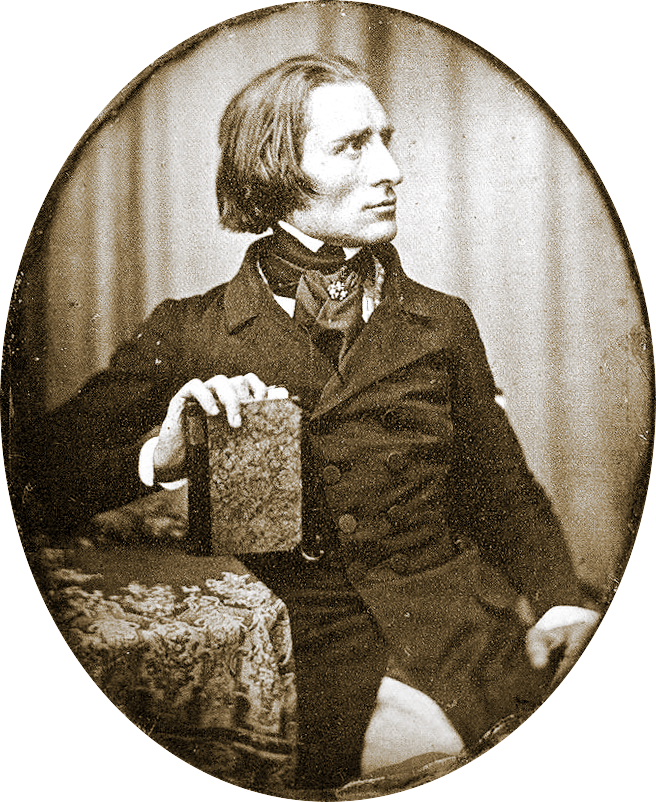
Franz Liszt år 1843

1827 reste Franz och Adam Liszt till Boulogne-sur-Mer för återhämtning efter en Englandsturné på läkares ordination men fadern insjuknade hastigt och dog. Franz komponerade en begravningsmarsch två dagar senare. Modern flyttade tillbaka till Paris med Franz, som var bedrövad, och de bodde i en enkel lägenhet. Han slutade turnera och skaffade sig en utkomst för att hjälpa modern, genom att ge pianolektioner och han tvangs sälja sitt fina piano. Den oregelbundna och stressande livssituationen ledde till livslångt missbruk av alkohol och tobak, såsom cognac och cigarrer. Samtidigt fann Liszt det vara en frihet att inte ha faderns övervakning och styrning av arbetet. Han lärde känna kulturpersonligheter som Victor Hugo, Honoré de Balzac, Heinrich Heine, Alexandre Dumas den äldre och George Sand.
Franz hade haft både religiösa engagemang och kärleksaffärer men bröllopsplanerna med Caroline de Saint-Cricq stoppades av hennes far, vilket ledde till en emotionell kris som medförde att han slutade spela under en längre tid. 1833 flyttade han hemifrån till en egen lägenhet i Paris.
Berlioz hade premiär för Symphonie fantastique 1830 vilket gjorde ett starkt intryck på Franz Liszt. 1831 kom Chopin och Mendelssohn till Paris och Liszt betraktades då som en riktig novis i deras sällskap, bägge med många storverk från sin tonårstid. Där träffade han även Paganini vid en konsert 1832 och han bestämde sig då för att bli en virtuos lik honom fast på piano, och började drilla sig energiskt på pianosekvenser som fordrade fingerfärdighet, ofta tio timmar dagligen. Ännu hade hans egna kompositioner inte rönt vidare intresse, utan han ägnade sig åt tolkning av andras verk.

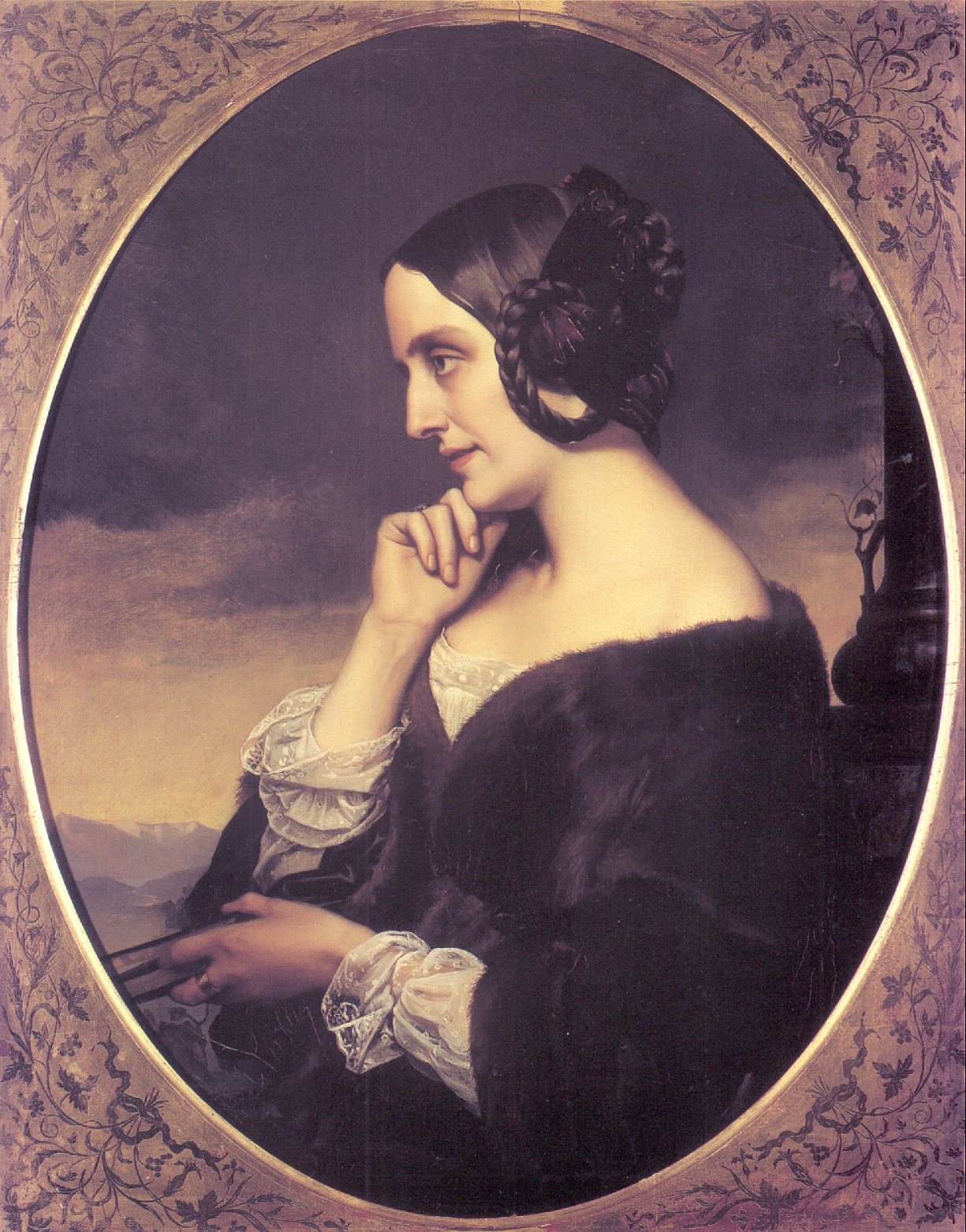
Marie d'Agoult år 1843

### Familjeliv och turnerande
Franz Liszt träffade 1833 den tysk-franska grevinnan och författaren Marie d'Agoult (1805–1876) och fick ytterligare kreativ inspiration. År 1834 kom ett artistiskt genombrott för honom. År 1835 lämnade d'Agoult sin make som hon hade två barn med, för att leva med Liszt i Genève, vilket ansågs skandalöst. De fick tre barn; Blandine (1835–1862), Cosima (1837–1930) och Daniel (1839–1859), under de fyra år som de bodde tillsammans, delvis i Italien. Barnen fick senare efternamnet Liszt eftersom han tog på sig faderskapet. År 1839 blev relationen ansträngd så Liszt började turnera på heltid igen, medan d'Agoult reste till Paris där Franz Liszts mor Anna bodde kvar och han umgicks med familjen sporadiskt under ledigheter tills de skildes åt definitivt 1844. De hade då skaffat nya relationer. Liszt förvägrade direkt kontakt mellan barnen och deras mor under fem år. Marie d'Agoult blev ovän med Franz Liszt och skrev kritik mot honom under pseudonymen Daniel Stern, och efter deras uppbrott möttes de inte förrän 1860 i Paris. Liszts mor tog genom åren hand om hans barn i hans frånvaro, och han skickade hem pengar till deras uppehälle. Efterfrågan på hans pianouppträdanden var fantastiskt stor och han uppträdde flera gånger i veckan som bejublad "popstjärna", "Lisztomanin" hade börjat. Han fick så bra betalt att han efter 1857 skänkte i stort sett alla sina intäkter till välgörande ändamål. Han hjälpte även många yngre musiker och kompositörer, och offren efter Donaus översvämning 1838 (och 1879). Samtidigt utsattes han för en massa smädelse för sitt leverne med kvinnoaffärer och föraktades av många som otysk, oungersk och ofransk i respektive land.
1840 lärde han känna Robert Schumann som fick ett viktigt inflytande på hans musik.
Liszt utnämndes 1842 till hedersdoktor vid universitetet i Königsberg och medlem i kungliga Preußische Akademie der Künste i Berlin. Han blev också hedersmedlem i ett flertal frimurarloger.

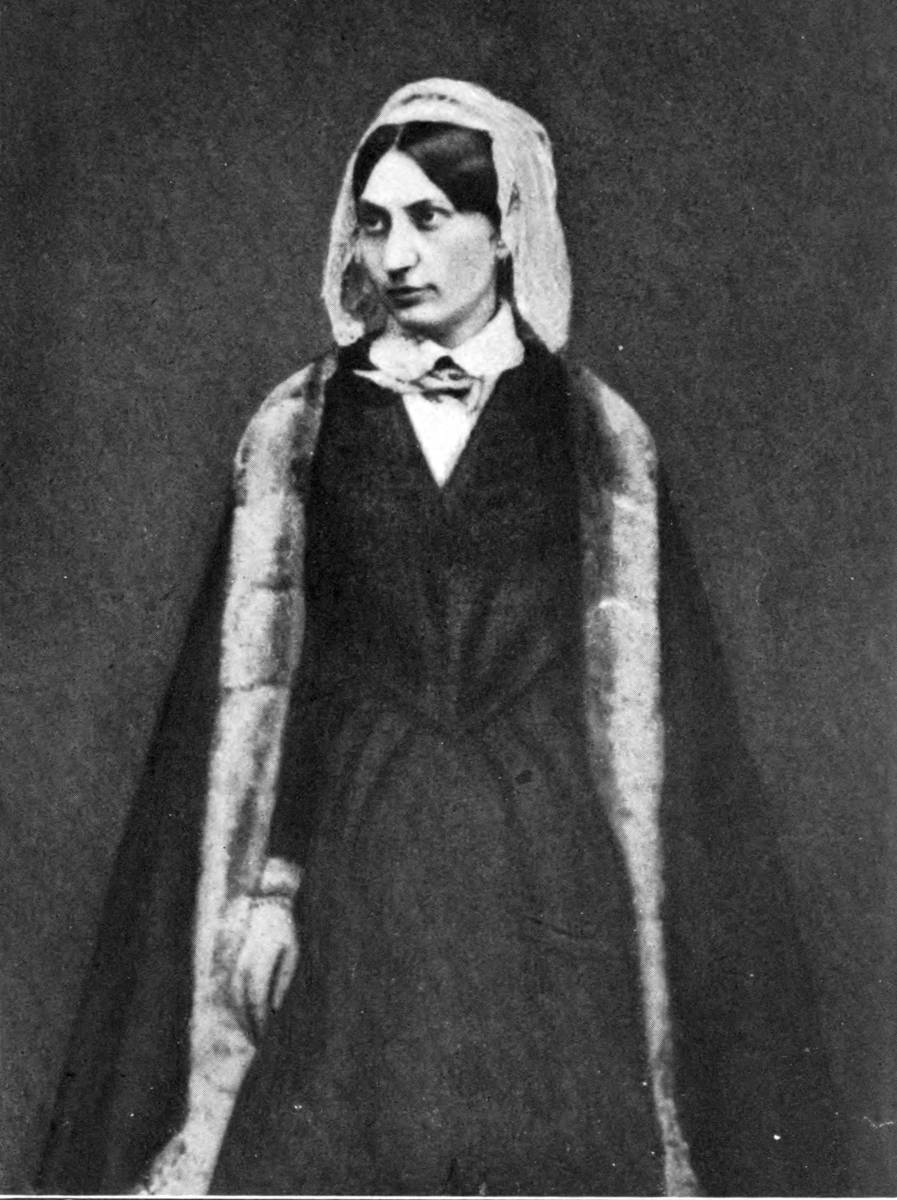
Carolyne zu Sayn-Wittgenstein år 1847

### Tiden i Weimar
Franz Liszt hade sin produktivaste tid som kompositör i Weimar där han var hovkapellmästare hos storhertigen 1848–1859, efter en inbjudan 1842 av den ryska storhertiginnan Maria Pavlovna. Han anses ha varit den musiker som befordrade den då relativt okände operakompositören Richard Wagners musik genom att uruppföra den i Weimar som hovkapellmästare. Liszt var i åratal ett starkt personligt och ekonomiskt stöd åt Wagner som han lärt känna 1840, inte minst då denne tvingades söka exil i elva år av politiska skäl. Sedermera blev han även svärfar till Wagner som gifte sig med Cosima.
I Weimar hade Liszt 1847 träffat den rysk-polska furstinnan Carolyne zu Sayn-Wittgenstein (1819–1887) som blev hans vän och understödjare och påverkade Liszt att minska på turnerandet till förmån för kompositionen. Hon var separerad från sin make Nikolaus zu Sayn-Wittgenstein-Ludwigsburg, son till Peter Wittgenstein, och som hon hade en dotter med. Paret var sambor mesta tiden 1848–1860 och uppgift finns från Carl Maria Comelius om tre gemensamma barn födda i största hemlighet. De planerade bröllop i Rom 1861, men detta stoppades av hennes inflytelserike före detta man, som fick påveämbetet att underkänna annulleringen av det tidigare äktenskapet. Parets vänskap fortsatte dock livet ut och det uppges att hon bistått Liszt på olika sätt med hans författarskap, eventuellt som spökskrivare till en del. År 1850–1855 tog Carolyne zu Sayn-Wittgenstein på sig ansvaret för omsorgen om Liszts barn som sattes under en sträng övervakning och uppfostran.
1857 blev Franz Liszt medlem i Kungliga Musikaliska Akademien i Stockholm.

### De sista åren i Rom
Franz Liszt flyttade till Rom 1863 i samband med krisen och sorgen efter att två av hans tre barn dött. Daniel dog 1859 i en lungtuberkulos och Blandine dog av blodförgiftning 1862 efter att ha fött sitt enda barn, Daniel Émile, med Émile Ollivier. Liszt ägnade sig åt franciskanerorden (tredje orden) som han sedan 1857 tillhörde. År 1865 vigdes han till akolut och började kallas "abbé Liszt", och bodde en tid i Vatikanen. År 1879 utnämndes han även till kanik i Albano. 
Franz Liszt adlades 1859 som "Franz Ritter von Liszt" av kejsar Frans Josef I av Österrike, men överlät titeln 1868 till sin farbror, juristen Eduard Liszt (Eduard Ritter von Liszt), då han inte hade bruk för adelstitel när äktenskap med prinsessan Carolyne inte längre var aktuellt. Franz Liszt var således kusin till Eduards son, prof. Franz von Liszt, men kallade även Eduard för kusin, då de var ganska jämngamla.
Under åren från 1869 reste Liszt ständigt mellan Rom, Weimar och Budapest och undervisade i musik, bland annat på den 1875 inrättade musikakademin i Budapest. Han hjälpte Edvard Grieg att få ett stipendium, varvid denne kom till Rom med sin hustru och besökte Liszt två gånger under 1870. 
Inför publik framförde Liszt a prima vista de helt nya verk vars noter Grieg tagit med sig, och som denne själv ännu inte hade lärt sig framföra. Liszts beröm till Grieg om hans musikskapelser blev genom livet en värdefull skatt för den unge kompositören.
Även Liszts tredje barn Cosima orsakade honom sorg. Hon lämnade sin make Hans von Bülow 1867, en gång Liszts favoritelev, efter 12 års äktenskap och barnen Blandine och Daniela. Hon flyttade ihop med Richard Wagner som hon haft som älskare sedan 1863, trots att han fortfarande var gift. Franz Liszt var motståndare till en relation mellan vännen och dottern. De gifte sig 1870, efter att Cosima fött Wagners barn Isolde, Eva och Siegfried 1865–1869 (Isoldes faderskap emellertid omtvistat), och 1872 konverterade hon till protestantismen, vilket Franz Liszt betraktade som ett stort svek.
1881 blev Liszt medlem i Académie des Beaux-Arts i Paris.
1881 råkade Franz Liszt ut för en fallolycka i en trappa och var sedan sjuk de sista fem åren till sin bortgång i hjärtsvikt under en lunginflammation 1886. Endast månader därefter dog även livskamraten Carolyne i stor sorg. Vännen Camille Saint-Saëns dedicerade sin berömda tredje symfoni till Franz Liszts minne.

## Postumahedersbevis
Musikhögskolan i Weimar heter Hochschule für Musik Franz Liszt Weimar.
I Raiding, Weimar, Budapest och Bayreuth finns museer som ägnar sig åt Franz Liszts liv och arbete.
Internationella flygplatsen i Budapest bytte i samband med 200-årsjubileet namn till Budapest Liszt Ferenc Nemzetközi Repülőtér.
En gata i centrala Wien och andra orter i Österrike har fått namnet Lisztgasse eller Franz-Liszt-Gasse.
En gata i centrala Berlin och andra orter i Tyskland har fått namnet Lisztstraße eller Franz-Liszt-Straße.
Ett torg i Budapest heter Liszt Ferenc Tér och gator heter Liszt Ferenc Utca i flera ungerska städer.
Ett torg i centrala Paris heter Place Franz-Liszt och gator i franska städer heter Rue Franz-Liszt.
Gator hedrar Liszt i Italien, Spanien, Nederländerna, Brasilien, Mexiko, Argentina, Kanada, USA, Sydafrika och ett torg i Genève, Schweiz, och planeras i Bratislava, Slovakien.
Asteroid har uppkallats efter Liszt, 3910 Liszt.
I DDR utgavs 1961 frimärken till Liszts 150-årsdag.
Bomullshuvudtamarinen heter på tyska Lisztaffe, då dess huvudbehåring liknar Liszts typiska frisyr.

## Etnicitet
Liszts etniska tillhörighet är omtvistad. Tidigt ville både tyskspråkiga och ungerskspråkiga associeras med hans berömmelse och hävdade nationella band. Sedan Burgenland övergått till Österrike enligt avtal 1920, och ytterligare efter 1933, började man från tyskspråkigt håll (ex. nazister) tvista ordentligt om Liszts ursprung och framhålla honom som tysk, med politiska intressen. På senare tid har andra teorier lanserats, om italiensk eller slovakisk identitet, utan stöd hos erkända auktoriteter såsom Walker, vilka brukar ange Liszt som ”förungrad” av tysk-österrikisk härkomst. Miroslav Demko har fört en debatt mot andra slovaker om Liszts identitet, men beläggen för slovakisk etnicitet är språkliga utifrån etymologin av nationalitetsordet "uhor" (som grund för ungrare till skillnad från magyar), inte byggda på släkttavlor, och har inte fått acceptans inom forskarvärlden.  Slovaker hävdar även att betydelsen "löv" i språket skulle kunna vara upphov till namnet. Ett problem är att födelseregistrering för generationerna före Sebastian List saknas, möjligen på grund av krigshändelser.
Liksom flertalet andra ungerska medborgare hade Franz Liszt vissa germanska (tyska/österrikiska) och möjligen slaviska förfäder, slovakiska, farmorsfar född Schlesak (ty.) eller Slezák (slov.) i Karlburg (nuv. Rusovce nära nuv. Bratislava, vid nuvarande gränsen till Österrike), men det var även dennes hustru Maria Düring. Förnamnen samt efternamnen i familjen tycks vara genomgående tyska (List, Roth, Düring, Lager, Stöckl, Schuhmann, Riedel, Paumgartner, Güntner, Schmidt), men ett efternamn, farmorsfars, Johann Schlesak/Slezák har framhållits som slovakiskt använt i förtyskad form[källa behövs]. Det bevisar emellertid inte någon etnicitet definitivt. Jan hade även kunnat användas på tyska av denna slovakiska form motsvarande Johann. Att farfarsfar Sebastian List var österrikare som genom migration kommit till en tyskspråkig del av Ungern, vid nuvarande gräns till Österrike är den vanliga uppfattningen, Walker anger att han föddes och dog i Ragendorf (nuv. Rajka) på gränsen mellan Ungern, Slovakien och Österrike (2 mil från Bratislava, 8 mil från Wien och 18 mil från Budapest). List är idag vanligt namn enbart på österrikiska sidan (Liszt är mycket ovanligt i Ungern), men former av Slezak finns ganska vanligt i alla tre länderna. Att tyska och latin användes i riket istället för det ungerska språket fram till 1800-talets magyarisering (förungring) försvårar ett klarläggande. Om efternamnen är till vägledning torde Franz Liszt vara till 7/8 tysk-österrikisk och 1/8 slovakisk avseende etnicitet. Magyariska namn saknas i alla fall, ända fram till formen Liszt. Kungariket Ungern på Liszts tid sträckte sig över många etniskt skiftande områden, så även då han bodde i Raiding i Burgenland, där befolkningen var tysktalande och rätteligen knappast av ungersk etnicitet, även om det fanns tysktalande av annan etnisk bakgrund, samt alla tänkbara blandningar. Befolkningen i det forna Ungern som idag har annan nationalitet och annat språk, kallar sig i regel inte ungrare, om de inte verkligen har ungersk etnicitet eller har magyariserats, såsom grupper i Rumänien.
Teorier om nationaliteten gör gällande att Georg och Adam Liszt enligt äldre sed bekänt sig som ungrare, då de arbetade för en ungersk furste, Esterházy. Dessutom kunde det vara gynnsamt att betona "ungerskheten" för att få ungerska aristokraters stöd för den unge Franz karriärutveckling. Liszt uttryckte att han uppfattade sig själv nationellt som ungrare, trots små kunskaper i ungerska språket och presenterade sig med "je suis hongrais" (sic!), på franska vid konsert i Budapest. Han har uppträtt i ungersk nationaldräkt för att protestera mot österrikiskt förtryck.[källa behövs] Liszt var medborgare i Kungariket Ungern livet ut, liksom hans far och hans barn, men han kallade Frankrike sitt fädernesland. Faktum är att Liszt bodde varaktigt i nuvarande Österrike, Frankrike, Schweiz, Italien och Tyskland, men aldrig i nuvarande Ungern mer än vad som behövdes för hans arbete vid musikakademin i Budapest, utan bodde delvis på hotell i Budapest.
Franz Liszts första modersmål var enligt majoriteten tyska (enligt enstaka uppgift slovakiska[källa behövs]). Franz Liszt behärskade tyska väl i tal och skrift, dels för att han växte upp i en västungersk landsdel (nuv. Burgenland i Österrike sedan 1921) som var nästan helt tysktalande, dels för att hans mor Maria "Anna" Lager till börden var halvt österrikiska och halvt tyska, född i Krems an der Donau i Niederösterreich. Mormodern Franziska Schuhmann var född i Bayern. Även fadern Adam Liszt torde ha haft tyska som förstaspråk, men kan ha lärt sig slovakiska genom sin morfar, eller vid studietiden i Bratislava (Pressburg). Möjligen kan fadern ha behövt ungerska i arbetet för furst Esterházy, som troligen kunde ungerska genom sin börd, även om tyska var det gängse språket i riket. Franz föredrog dock privat det franska språket som han lärt sig på 1820-talet och som senare kom att bli hans förstaspråk, som modet var bland europeisk överklass och kulturelit, och skrev litteratur på franska. Att adressera någon i överklassen på annat språk skulle varit att insinuera dennas okunskap i franska. Liszt sände sin son Daniel till tyskspråkigt universitet, i Wien, där även farbrodern Eduard arbetade. Han uppges emellertid ha återgått till det tyska språket och den tyska identiteten i medelåldern.
Liszt behärskade det ungerska språket väldigt rudimentärt liksom många andra ungrare, trots försök att lära sig det efter att det gjorts obligatoriskt i Ungern efter 1870 i magyariseringen. 1800-talets Europa var på flera sätt påverkat av nationalism och i den nationalism som vaknade i Ungern på 1790-talet som reaktion mot den österrikiske härskaren, kunde många identifiera sig som ungrare utan någon etniskt ungersk härstamning, exempelvis förgrundsgestalterna Lajos Kossuth och Sándor Petőfi, och det kunde handla om ett geografiskt område lika väl som etnicitet. Liszt komponerade verk till text av Petőfi. På 1800-talet kom en renässans för det ungerska språket bland överklassen, som gärna kallade sig magyarer trots att bara en minoritet faktiskt var etniska magyarer bland härskarna, och en motreaktion kom bland folkgrupper som hade andra modersmål och dessa kunde stödja Österrike i konflikten mot dem som kallade sig magyarer. Liszt blev emellertid inte riktigt accepterad i Ungern då han inte talade ungerska, i Tyskland för sin ungerska stil och i Frankrike för att han var en utlänning, förutom alla offentliga skandaler. En del förstorades säkerligen upp av kritiker eftersom han var en sådan superkändis och åtföljdes av skvaller.
Liszt skrev i ett brev 1873 "Man darf mir wohl gestatten, dass ungeachtet meiner beklagenwerthen Unkentniss der ungarischen Sprache, ich von Geburt bis zum Grabe im Herzen und Sinne, Magyar verbleibe" ("Man får väl tillstå mig, att oaktat min beklagansvärda okunskap om det ungerska språket, förblir jag från födelsen till graven i hjärta och sinne ungrare/magyar")[källa behövs]. Han hänvisar alltså inte till etnicitet utan lämnar utrymme för tolkning, men han kallar sig inte slovak. Eftersom magyariseringen kom igång på allvar efter 1850 hade Liszt haft goda tillfällen att markera samhörighet med ett eventuellt slovakiskt påbrå om detta hade haft betydelse för honom.
Liszt trodde själv[källa behövs] enligt Lina Ramann att han på fädernet härstammade från den magyariska adeln och försökte hitta bevis på sin härstamning från den ungersk-transsylvanska grevliga familjen Listi (också Liszthy, Listius etc.) som hade ett slott i Köpcsény (ty. Kittsee i Österrike) nära Pressburg, som Franz Liszts familj hade anknytning till, men ingenting som pekade däråt kunde återfinnas. Namnet List kom emellertid från Österrike, så ungerskt samband saknas. Flera tidiga fotografiska porträtt visar också på Liszts blandade rastillhörighet. På ett av dem, en daguerrotyp från 1841, kan europo-mongoloida drag skönjas hos Liszt och pekar delvis på en typ mest associerad med den ursprungliga magyariska militäradeln.[källa behövs] Farfarsfar Sebastian List var emellertid en fattig småbrukare eller jordbruksarbetare, enligt vissa uppgifter livegen, vilket talar mot tillhörighet i ett frälse stånd. En uppgift antyder att hans far kan ha varit husar.
Namnen på Liszts verk är i regel på tyska, franska eller latin. Italienska förekommer sparsamt och i enstaka fall finns musik till ungersk text av annan författare. Kyrkosången Slavimo Slavno Slaveni (S.33) har text av kroaten Medo Pucić, till 1000-årsjubileet i Rom av Sankt Kyrillos ankomst till Slovakien, och är inte ett bevis på slavisk nationalism hos Liszt.

## Musikalisk betydelse
Franz Liszt betecknas som ledare för den nytyska skolan, använde element från bland andra Ludwig van Beethoven och Felix Mendelssohn och gav starka influenser för senromantikens orkestersättning.
Liszt gäller än idag som en av historiens främsta pianister, känd för sin förmåga att spela a prima vista. Hans opuslista med egna pianoverk är mycket omfattande, 123 verk, oerhört tekniskt krävande och lika nyskapande; pianot som 1700-talsskapelse hade aldrig tidigare hanterats så okonventionellt. Här finns extremt svåra etyder, ungerska rapsodier, mängder av fantasier och parafraser, polonäser och ballader, här finns den stora b(h)-mollsonaten, här finns albumblad och csárdásstycken. Han hade en ambition att förmedla ungersk folkmusik, exempelvis i Ungerska rapsodier, inspirerad av det som kallats "zigenarmusik" i Ungern, vilket han även skrev en bok om. Han förmedlar olika slags känsloyttringar, inte minst i stycken som han skrev i samband med starka upplevelser, såsom de egna barnens död (t.ex. Variations "Weinen, Klagen" S. 673 och Trois odes funèbres S. 112). Stämningsmåleriet i hans senare verk drar sig mot impressionismen och slutligen även atonala drag föregripande 1900-talets musikutveckling. Bland pianokonserterna står otvivelaktigt hans Totentanz högst,[källa behövs] men även Liebestraum Nr. 3 framförs ofta. Utöver alla hundratals pianoverk finns även ett antal orgelverk och ett fåtal gigantiska sådana som anses för 1800-talets allra främsta. Även om Liszts förmåga på orgeln inte kunde mäta sig med den på pianot, gillade han att spela orgel och har komponerat somliga mycket krävande orgelstycken. Liszt skrev även orkestrala symfoniska dikter (hans uppfinning), operamusik och ett stort antal sakrala verk, bland annat oratorier och separata körverk, förutom alla arrangemang. Liszt kunde även arrangera den protestantiska kyrkans sånger, och många av hans sakrala verk används idag i nyproduktion.
Som 1800-talets främste pianopedagog, finputsade Liszt över 400 konsertpianisters teknik. Hans beundran för vännen och kollegan Frédéric Chopin resulterade i en bok om honom. Liszt skrev flera böcker om musik.
Liszt hade stor betydelse för många pianister och kompositörer, däribland Richard Wagner, Hector Berlioz, Camille Saint-Saëns, Edvard Grieg och Aleksandr Borodin.
Liszts roll i musikhistorien är troligen mycket större än man trott, eller som en engelsk musikhistoriker[källa behövs] skrev vid Liszts död, baserat på dennes egna ord: Han har kastat sitt spjut långt in i framtiden. Vem kommer att finna detta spjut?
Liszt var före 1945 en av de fyra mest spelade kompositörerna. Hans emotionella heroiska musik utnyttjades av nazisterna i effektivt propagandasyfte, fast Liszts egen livsfilosofi var den diametralt motsatta. Ett flertal vänner och elever var judar och en av hans favoritpianister från Ungern var ungersk-judiska István Thomán. Han blev pianopedagog och kom att bli den förmedlande pianistiska länken mellan Liszt till kommande ungerska topp-pianister såsom Ernö Dohnyányi och Béla Bartók. Liszt påstod felaktigt att "ungerska zigenare" var upphovsmän till sárdás, när det i själva verket var juden Márk Rózsavölgyi. Liszt hyllade romerna med en romantisk attityd efter sporadiska möten, men såg judarna som musikaliskt underlägsna i boken Die Zigeuner und ihre Musik in Ungarn. Den antisemitiska tonen kan ha skärpts av Carolyne, som anses vara den som höll i pennan. Efteråt tog Liszt emellertid själv ansvaret för innehållet och ordalydelsen. I sina tankar om skillnader mellan raser var Liszt en del av 1800-talets gängse idéströmningar. Således var Der ewige Jude (S. 768) med text av Christian Schubart inte Liszts eget påfund utan har rötter i medeltiden.
Däremot var svärsonen Richard Wagner nationalromantiker som uttryckte klara antisemitiska åsikter i olika skrifter och brev till Liszt 1851, och gillade Friedrich Nietzsches filosofi mot judisk–kristen religion. Dock vägrade Wagner medverka i den tidens antisemitiska aktioner och hade judiska vänner och medarbetare, såsom dirigenten Hermann Levi. Liszts dotter Cosima Wagner sympatiserade tydligen med sin make och nedtecknade dennes judekritiska ord. Hon, och speciellt sonsönerna, brukade ta emot Adolf Hitler med glädje i hemmet i Bayreuth, där Wagners verk uppfördes.

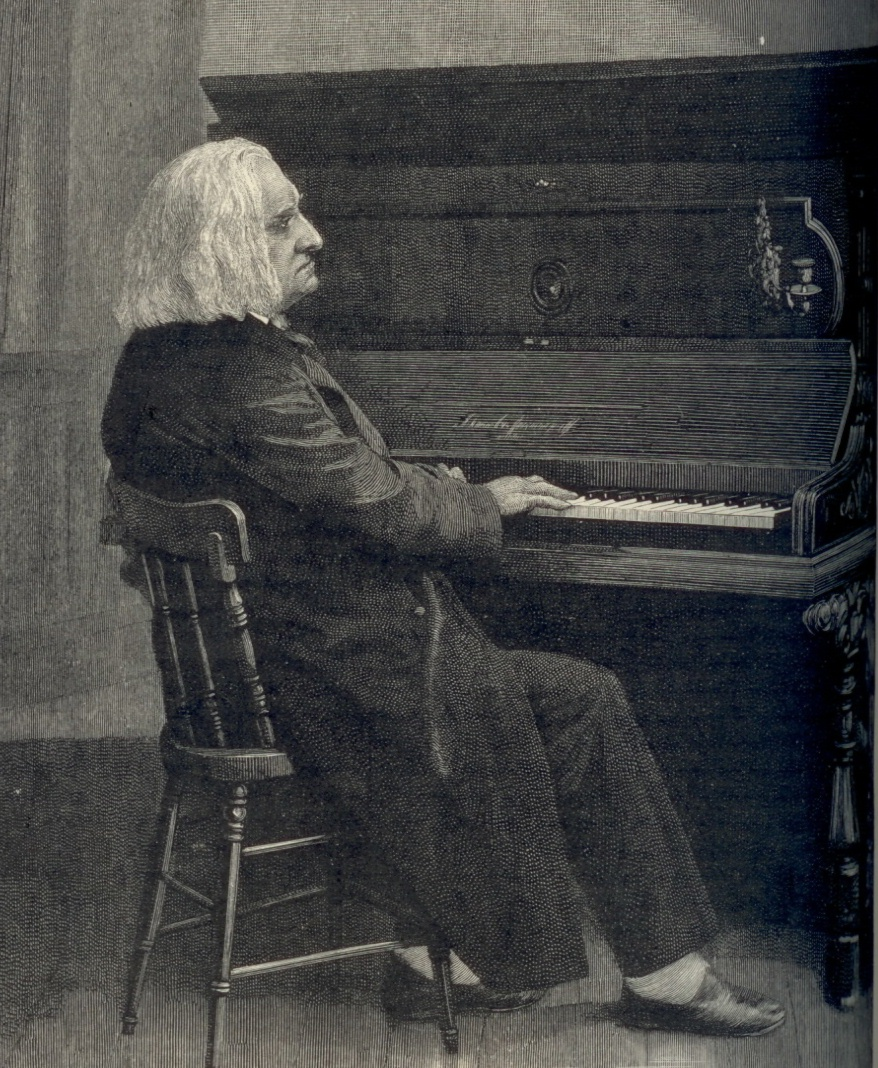

## Verk (urval)
Liszts mycket omfattande produktion katalogiserades av Humphrey Searle på 1960-talet och verken identifieras med ett S-nummer. Nummer 1-350 anses vara originalkompositioner och 351-999 bearbetningar av egna och andras verk.

### Opera
- S.1 - Don Sanche (1824-25)

### 13 symfoniska dikter
- S.95 – Ce qu'on entend sur la Montagne (1848–49, rev 1850 och 1854)
- S.96 – Tasso, Lamento e trionfo (1849–54)
- S.97 – Les Préludes (1848, rev 1854)
- S.98 – Orpheus (1853–54)
- S.99 – Prometeus (1850, rev 1855)
- S.100 – Mazeppa (1851, rev 1854)
- S.101 – Festklänge (1853)
- S.102 – Héroïde funèbre (1848–50, rev 1854)
- S.103 – Hungaria (1854)
- S.104 – Hamlet (1858)
- S.105 – Hunnenschlacht (1856–57)
- S.106 – Die Ideale (1857)
- S.107 – Von der Weige bis zum Grabe (1881–82)

### Orkesterverk
- S.108 – Eine Faust-Symphonie (1854, rev 1857)
- S.109 – Dantesymfonin (1855–56)
- S.690 – Revolutions-Symphonie (1830, rev 1848), ofullbordad
- S.124 – Pianokonsert nr 1 i Ess-dur (1830–55)
- S.125 – Pianokonsert nr 2 i A-dur (1839, rev 1848–61)
- S.126 – Totentanz (1849, rev 1853 och 1859)

### Pianomusik (mycket litet urval)
- Années de Pèlerinage
  - S.160 – Première Année: Suisse (1936–54)
  - S.161 – Deuxième Année: Italie; Venezia e Napoli, S.162 (1838–49)
  - S.163 – Troisième Année (1867–77)
- S.139 – Études d'Exécution Transcendante (1851)
- S.144 - Trois Études de concert [Il lamento, La leggierezza & Un sospiro] (1848?) Un sospiro med Martha Goldstein  (fil)
- S.178 – Pianosonat i h-moll (1852–53)
- S.244:1–19 – Ungerska rapsodier 1–19 Ungersk rapsodi no 2 med Martha Goldstein  (fil)
- S.525 – Totentanz (1860–65)
- S.541 – Liebesträume. Drei Notturnos (ca 1850), arrangerad för piano med/utan sång Liebesträume no 3 med Martha Goldstein  (fil)
- S.599 – Zwei Episoden aus Lenaus Faust (1861–62), fyrhändigt
- S.608 – Rákóczy-Marsch (1870), fyrhändigt
- S.652 – Totentanz (1859–65), för två pianon
- S.161 - La campanella för två händer

### Orgelmusik (litet urval)
- S.259 – Fantasie und Fuge über den Choral „Ad nos, ad salutarem undam“ (1850)
- S.260 – Präludium und Fuge über das Thema B-A-C-H (1855, rev. 1870)
- S.262 – Ora pro nobis. Litanei (1864)
- S.263 – Resignazione (1877)
- S.264 – Missa pro organo lectarum celebrationi missarum adjumento inserviens (1879)
- S.265 – Gebet (1879)
- S.266 – Requiem für die Orgel (1883)
- S.267 – Am Grabe Richard Wagners (1883)
- S.543 – Ungarns Gott. A magyarok Istene (Petófi) (1881)
- S.658 – Évocation à la Chapelle Sixtine (1862) (över Allegri: Miserere och Mozart: Ave verum corpus)
- S.664 – Tu es Petrus (1867)
- S.665 – San Francesco. Preludio per il Cantico de Sol di San Francesco (1880)
- S.666 – Excelsior! Preludio zu den Glocken des Strassburger Münsters (efter 1874)
- S.667 – Offertorium ur Ungerska kröningsmässan (efter 1867)
- S.668 – Slavimo Slavno Slaveni! (1863)
- S.669 – Zwei Kirchenhymnen (efter 1868)
- S.672a – Orpheus (Poème symphonique no 4) (efter 1860)
- S.672b – Einleitung, Fuge & Magnificat aus der Symphonie zu Dante (1860)
- S.673 – Weinen, Klagen Variationen für Orgel (1863) (över "Weinen, Klagen, Sorgen, Zagen" BWV12 av J. S. Bach, tidigare berabetat med S.179, Prélude (1854) och S.180, Variations (1862))
- S.677 – Hosannah (ur Cantico de Sol di San Francesco) för orgel och trombon (1862)

Många verk skrevs ursprungligen för ett instrument men arrangerades för alternativa uppsättningar t.ex. med orgel, såsom 
- S.172, Consolations (Six penseés poétiques) (1849–50)

### Sånger och körverk
- S.2 - Die Legende von der heiligen Elisabeth (1857-62)
- S.3 - Christus (1855-67)
- S.4 - Cantico del sol di Francesco d'Assisi (1862, rev 1880-81)
- S.9 – Missa solennis zur Einweihung der Basilika in Gran (1855, rev 1857-58)
- S.53 - Via crucis (1878-79)
- S.57 – In domum Domini ibimus (1884)
- S.269 – Angiolin dal biondo crin till text av Marchese Cesare Bocella (1839, rev 1849?)
- S.270 – Tre Sonetti di Petrarca till text av Francesco Petrarca (1843–46, rev 1864–82)
  - Nr 1 – Pace non trovo
  - Nr 2 – Benedetto sia 'l giorno
  - Nr 3 – I vidi in terra angelici costumi
- S.271 – Il m'aimait tant (1840–42)
- S.272 – Im Rhein, im schönen Strome till text av Heinrich Heine (1840, rev 1855)
- S.273 – Die Loreley till text av Heinrich Heine (1841, rev 1854–56)
- S.274 – Die Zelle im Nonnenwerth (1841, rev 1858–60)
- S.275 – Mignons Lied till text av Johann Wolfgang von Goethe (1842, rev 1854 och 1860)
- S.276 – Comment, disaient-ils till text av Victor Hugo (1842, rev 1849–59)
- S.277 – Bist du till text av E Metschersky (1844, rev 1878)
- S.278 – Es war ein König in Thule till text av Johann Wolfgang von Goethe (1842, rev 1856)
- S.279 – Der du von dem Himmel bist till text av Johann Wolfgang von Goethe (1842, rev 1849, 1860 och 1870)
- S.280 – Freudvoll und leidvoll till text av Johann Wolfgang von Goethe (1844, rev 1849)
- S.281 – Die Vätergruft till text av Johann Ludwig Uhland (1844)
- S.282 – Oh! quand je dors till text av Victor Hugo (1842, rev 1849)
- S.283 – Enfant, si j'étais roi till text av Victor Hugo (1844, rev 1849)
- S.284 – S'il est un charmant gazon till text av Victor Hugo (1844, rev 1849–59)
- S.285 – La tombe et la rose till text av Victor Hugo (1844)
- S.286 – Gastibelza (Bolero) till text av Victor Hugo (1844)
- S.287 – Du bist wie eine Blume till text av Heinrich Heine (1843, rev 1849)
- S.288 – Was Liebe sei till text av C von Hagn (1842, rev 1854–55 och 1878–79)
- S.289 – Vergiftet sind meine Lieder till text av Heinrich Heine (1843, rev 1859)
- S.290 – Morgens steh ich auf und frage till text av Heinrich Heine (1843, rev 1849–59)
- S.291 – Die tote Nachtigall till text av Philipp Kaufmann (1843, rev 1870–79)
- S.292 – Sånger ur Wilhelm Tell till text av Friedrich Schiller (1845, rev 1855?)
  - Nr 1 – Der Fischerknabe (Es lächelt der See)
  - Nr 2 – Der Hirt (Ihr Matten lebt wohl)
  - Nr 3 – Der Alpenjäger (Es donnern die Höh'n)
- S.293 – Jeanne d'Arc au bûcher till text av Alexandre Dumas den äldre (1845, rev 1874–75)
- S.294 – Es rauschen die Winde till text av Ludwig Rellstab (1845, rev 1849?)
- S.295 – Wo weilt er? till text av Ludwig Rellstab (1844)
- S.296 – Ich möchte hingehn till text av Georg Herwegh (1844–56?)
- S.297 – Wer nie sein Brot mit Tränen aß till text av Johann Wolfgang von Goethe (1845, rev 1849)
- S.298 – O lieb, so lang du lieben kannst till text av Ferdinand Freiligrath (1843, rev 1843)
- S.298a – Über die Aeolsharfe (1846)
- S.299 – Isten veled till text av Ádam Pálóczi Horváth (1847, rev 1979)
- S.300 – Le Juif errant till text av Pierre Jean de Béranger (1847)
- S.301 – Kling leise, mein Lied till text av Johannes Nordmann (1848, rev 1849–60)
- S.301a – Oh pourquoi donc till text av Mme Pavloff (1844?)
- S.301b – En ces lieux tout me parle d'elle (Élégie) till text av E Monnier (1844, rev 1845)
- S.302 – Die Macht der Musik till text av Hertiginnan av Orléans (1848)
- S:303 – Weimars Toten till text av Franz von Schober (1848)
- S:304 – Le vieux vagabond till text av Pierre Jean de Béranger (1848)
- S.305 – Schwebe, schwebe, blaues Auge till text av Franz Ferdinand von Dingelstedt (1845, rev 1849–60)
- S.306 – Über allen Gipfeln ist Ruh till text av Johann Wolfgang von Goethe (1848, rev 1859)
- S.306a – Quand tu chantes bercée till text av Victor Hugo (1842)
- S.306b – Göttliche Gedanken, selige Gefühle (1848)
- S.307 – Hohe Liebe till text Johann Ludwig Uhland (1850)
- S.308 – Gestorben war ich till text Johann Ludwig Uhland (1845–46)
- S.309 – Ein Fichtenbaum steht einsam till text av Heinrich Heine (1845, rev 1860)
- S.310 – Nimm einen Strahl der Sonne (1843–49)
- S.311 – Anfangs wollt' ich fast verzagen till text av Heinrich Heine (1849, rev 1860?)
- S.312 – Wie singt die Lerche schön till text av August Heinrich Hoffmann von Fallersleben (1855)
- S.313 – Weimars Volkslied till text av Peter Cornelius (1857)
- S.314 – Es muss ein Wunderbares sein till text av Oskar von Redwitz (1852)
- S.315 – Ich liebe dich till text av Friedrich Rückert (1857)
- S.316 – Muttergottes-Sträusslein zum Mai-Monate till text av Müller[förtydliga] (1857)
  - Nr 1 – Das Veilchen
  - Nr 2 – Das Schlüsselblumen
- S.317 – Lasst mich ruhen till text av August Heinrich Hoffmann von Fallersleben (1858)
- S.318 – In Liebeslust till text av August Heinrich Hoffmann von Fallersleben (1858)
- S:319 – Ich scheide till text av August Heinrich Hoffmann von Fallersleben (1860)
- S.320 – Die drei Zigeuner till text av Nikolaus Lenau (1860)
- S.321 – Die stille Wasserrose till text av Emanuel von Geibel (1860)
- S.322 – Wieder möcht ich dir begegnen till text av Peter Cornelius (1860)
- S.323 – Jugendglück till text av Pohl (1860)
- S.324 – Blume und Duft till text av Friedrich Hebbel (1854)
- S.325 – Die Fischerstochter till text av C Coronini (1871)
- S.326 – La perla till text av Therese von Hohenlohe (1872)
- S.327 – J'ai perdu ma force et ma vie till text av Louis Charles Alfred de Musset (1872)
- S.328 – Ihr Glocken von Marling till text av Emil Kuh (1874)
- S.329 – Und sprich till text av Biegeleben (1875–79)
- S.330 – Sei still till text av Henriette von Schorn (1877–79?)
- S.331 – Gebet till text av Friedrich Bodenstedt (1878)
- S.332 – Einst till text av Friedrich Bodenstedt (1878)
- S.333 – An Edlitam till text av Friedrich Bodenstedt (1878)
- S.334 – Der Glückliche till text av Friedrich Bodenstedt (1878)
- S.335 – Go Not, Happy Day till text av Alfred Tennyson (1879)
- S.336 – Verlassen till text av G Michell (1880)
- S.337 – Des Tages laute Stimmen schweigen till text av Ferdinand von Saar (1880)
- S.338 – Und wir dachten der Toten (1871?)
- S.339 – A magyarok Istene - Ungarns Gott (manskör ad lib, text av Petőfi) (1881)
- S.340 – Magyar király-dal till text av Sándor Petőfi (1883)
- S.340a – Ne brani menja, moj drug till text av Tolstoj (1866)

## Filmer som innehåller Liszt-musik (urval)
- 1935 – Kapten Blod
- 1950 – Allt om Eva
- 1952 – Hans Christian Andersen
- 1952 – Flyg-Bom
- 1956 – Jätten
- 1971 – The Mephisto Waltz
- 1975 – Lisztomania
- 1976 – Den oskyldige
- 1982 – Creepshow
- 1984 – Överste Redl
- 1985 – Détective
- 1988 – Vem satte dit Roger Rabbit?
- 1991 – Liebestraum
- 1996 – Shine
- 1999 – Eyes Wide Shut
- 1999 – Dur och moll
- 2000 – Hamlet